# ガールフレンド (アヴリル・ラヴィーンの曲)
「ガールフレンド」（Girlfriend）は、カナダの歌手アヴリル・ラヴィーンの楽曲。アルバム『ベスト・ダム・シング』からの先行シングルで、2007年2月7日にリリースされた。

## 解説
ビルボードシングルチャート初登場5位、初動は彼女の楽曲で最も高い。アルバムの発売もあり、8週目でビルボードチャート初の1位を獲得した（これまでの最高位はコンプリケイテッドの2位）。
コーラス部分を7つの言語（それぞれスペイン語、ポルトガル語、中国語、日本語、イタリア語、ドイツ語、フランス語）でそれぞれ歌っているバージョンとドクター・ルークがリミックスし、若手女性ラッパー、リル・ママを全面的にフィーチャリングしたバージョンも発表されている。どのバージョンもiTunes Storeにて配信。
また、2007年8月1日から9月2日まで、期間限定コラボとして、ユニバーサル・スタジオ・ジャパン内の新アトラクションハリウッド・ドリーム・ザ・ライドで使用された。
この曲の英語、日本語、スペイン語、中国語バージョンは2007年9月発売のレースゲーム「バーンアウト ドミネーター」のバックミュージックにも使用されている。
ダウンロード・シングル「ガールフレンド」は、アメリカでは年内に241.5万ダウンロード（ニールセン・サウンドスキャン調べ）、日本では2007年10月までに300万ダウンロードを達成した。IFPIの調査によると、2007年中に全世界で730万ダウンロードを達成し、同年度のデジタルシングル売上1位となった。
2009年にポップ・パンクバンドゼブラヘッドによってカバーされた。カバーバージョンはゼブラヘッドのカバーアルバム『パンティー・レイド』に収録されている。

## 収録曲
日本 BMG Japan 盤
1. ガールフレンド（ラジオ・エディット）
2. ガールフレンド（インストゥルメンタル）

アメリカ RCA 盤
1. Girlfriend
2. Alone

中国盤プロモDVDシングル
1. Girlfriend (Music video)
2. Girlfriend (Mandarin music video)

Dr. Luke Remix edition
1. Girlfriend (Dr. Luke Remix, featuring Lil' Mama)
2. Girlfriend (Album version)
3. Girlfriend (Original Music video)
4. Girlfriend (Dr. Luke Remix, featuring Lil' Mama) (Music video)

## メディアでの使用
- 「花ざかりの君たちへ〜イケメン♂パラダイス〜」（フジテレビ）
- 「働きマン」（日本テレビ）※放送開始前の予告CMのBGM
- 「カートゥンKAT-TUN」（日本テレビ）※オープニングテーマとして使用
- 「あったか人情コメディ 湯けむりパラダイス!」（朝日放送）※エンディングテーマとして使用。
- 「菊地真衣のこんなんで、いいのかYO!?」（茨城放送）※インストゥルメンタル・ヴァージョンをオープニングテーマとして使用。
- 「猫ミーム」 一部のBGMとして使用。